# Paul A. MacDonald
Paul A. MacDonald (* 5. Mai 1911 in Jefferson, Maine; † 27. April 2006, Woolwich, Maine) war ein US-amerikanischer Anwalt und Politiker, der von 1961 bis 1964 Secretary of State von Maine war.

## Leben
Paul A. MacDonald wurde als Sohn eines Farmers in Jefferson geboren und besuchte die Highschool in Augusta. Anschließend studierte er an der Suffolk University Law School in Boston. Seinen Abschluss machte er im Jahr 1937.
Nach seiner Rückkehr nach Maine praktizierte er als Anwalt und wurde zum Clerk des Ausschusses für Rechtsfragen gewählt. 1944 wurde er zum Deputy Secretary of State ernannt, diese Position übte er bis zum Jahr 1960 aus, als er zum Secretary of State gewählt wurde.
Nach dem Ende seiner Amtszeit als Secretary of State wurde er im Jahr 1964 vom Gouverneur John Reed zum Richter am neu geschaffenen 6. Bezirksgericht ernannt. Dort war er 14 Jahre bis zu seinem Ruhestand im Jahr 1978 tätig, anschließend weitere 14 Jahre als aktiver Richter im Ruhestand. Mac Donald gehörte der Republikanischen Partei an.
MacDonald war verheiratet und hatte einen Sohn und eine Tochter.
Sein Grab befindet sich auf dem Maple Grove Cemetery in Bath, Maine.